# Сан Мартино (Торино)
Сан Мартино је насеље у Италији у округу Торино, региону Пијемонт.
Према процени из 2011. у насељу је живело 197 становника. Насеље се налази на надморској висини од 325 м.